# Antonio Colamonici
Antonio Colamonici (Napoli, 24 giugno 1971) è un allenatore di canottaggio italiano, direttore tecnico della nazionale di canottaggio dell'Italia.

## Biografia
Cominciò a vogare nel 1986 al Circolo Nautico Posillipo, passando poi al Circolo del Remo e della Vela Italia; fu convocato dalla squadra nazionale under 23, gareggiando sul quattro senza nel Match des Seniors che si tenne sul lago di San Giovanni nel 1991, arrivando al quarto posto. Nel 1992 prese parte alla coppa delle nazioni tenutasi sul bacino di Strathclyde a Motherwell, gareggiando sull'otto e giungendo anche in questo caso in quarta posizione.
Divenuto allenatore al Circolo del Remo e della Vela Italia, lanciò in nazionale il proprio allievo Giuseppe Vicino. Nel 2010 fu chiamato come aiuto allenatore del settore under 23 maschile della nazionale italiana e nel 2013 fu designato capo allenatore del settore junior maschile della nazionale italiana: sotto la sua direzione la nazionale junior maschile vinse dieci medaglie ai campionati mondiali e quindici ai campionati europei.
Nel 2017 fu nominato direttore tecnico della nazionale di canottaggio della Romania, conquistando complessivamente otto medaglie ai giochi olimpici di Tokyo e di Parigi, dodici medaglie in cinque edizioni di campionati mondiali e quarantaquattro medaglie in otto edizioni di campionati europei. Il 9 novembre 2024 la Federazione Internazionale Canottaggio lo ha nominato allenatore dell'anno 2024 a seguito dei risultati conseguiti ai giochi olimpici di Parigi.
Successivamente all'elezione di Davide Tizzano a presidente della Federazione Italiana Canottaggio, il consiglio federale ha nominato il 15 dicembre 2024 Colamonici direttore tecnico della nazionale italiana di canottaggio per il quadriennio 2025-2028, che si concluderà con i giochi della XXXIV Olimpiade.